# Omar Miszkow
Omar Fauazowycz Miszkow (ukr. Омар Фауазович Мішков; ur. 10 listopada 1977, Ukraińska SRR, zm. 7 września 2001, Ukraina) – ukraiński piłkarz, grający na pozycji obrońcy.

## Kariera piłkarska

### Kariera klubowa
Wychowanek SDJuSzOR Czornomoreć Odessa. W sierpniu 1994 debiutował w drugiej drużynie Czornomorca Odessa. Na początku 1996 został zaproszony do Szachtara Donieck, ale występował tylko w drugiej drużynie. Na początku 2000 został piłkarzem FK Ołeksandrija. 7 września 2001 zginął w wypadku samochodowym w pobliżu Oleksandrii.

### Kariera reprezentacyjna
W 1994 występował w juniorskiej reprezentacji Ukrainy, która na juniorskich mistrzostwach Europy w 1994, rozgrywanych w Irlandii, zajęła 3. miejsce.

## Sukcesy i odznaczenia

### Sukcesy reprezentacyjne
- brązowy medalista Mistrzostw Europy U-16: 1994